# RPK-74
La RPK-74 (en ruso: ручной пулемет Калашникова (РПК74), Ruchnoi Pulemet Kalashnikova, traducido al español: Ametralladora ligera Kalashnikov 1974) es una ametralladora ligera soviética que entró en servicio en 1974.

## Historia y desarrollo
La RPK-74 fue creada por Mijail Timofevich Kalashnikov, diseñador del AK-47. Se desarrolló junto al AK-74 como arma para el nuevo cartucho de pequeño calibre 5,45x39. Al AK-74 se le aplicaron las mismas modificaciones que dieron origen a la RPK a partir del AKM. La RPK-74 fue adoptada por el Ejército soviético en 1974 y es empleada actualmente por el Ejército ruso, siendo suministrada una ametralladora para cada pelotón de infantería (10 hombres).
También es empleada por los estados sucesores de la Unión Soviética y los antiguos miembros del Pacto de Varsovia, como Bulgaria.

## Diseño

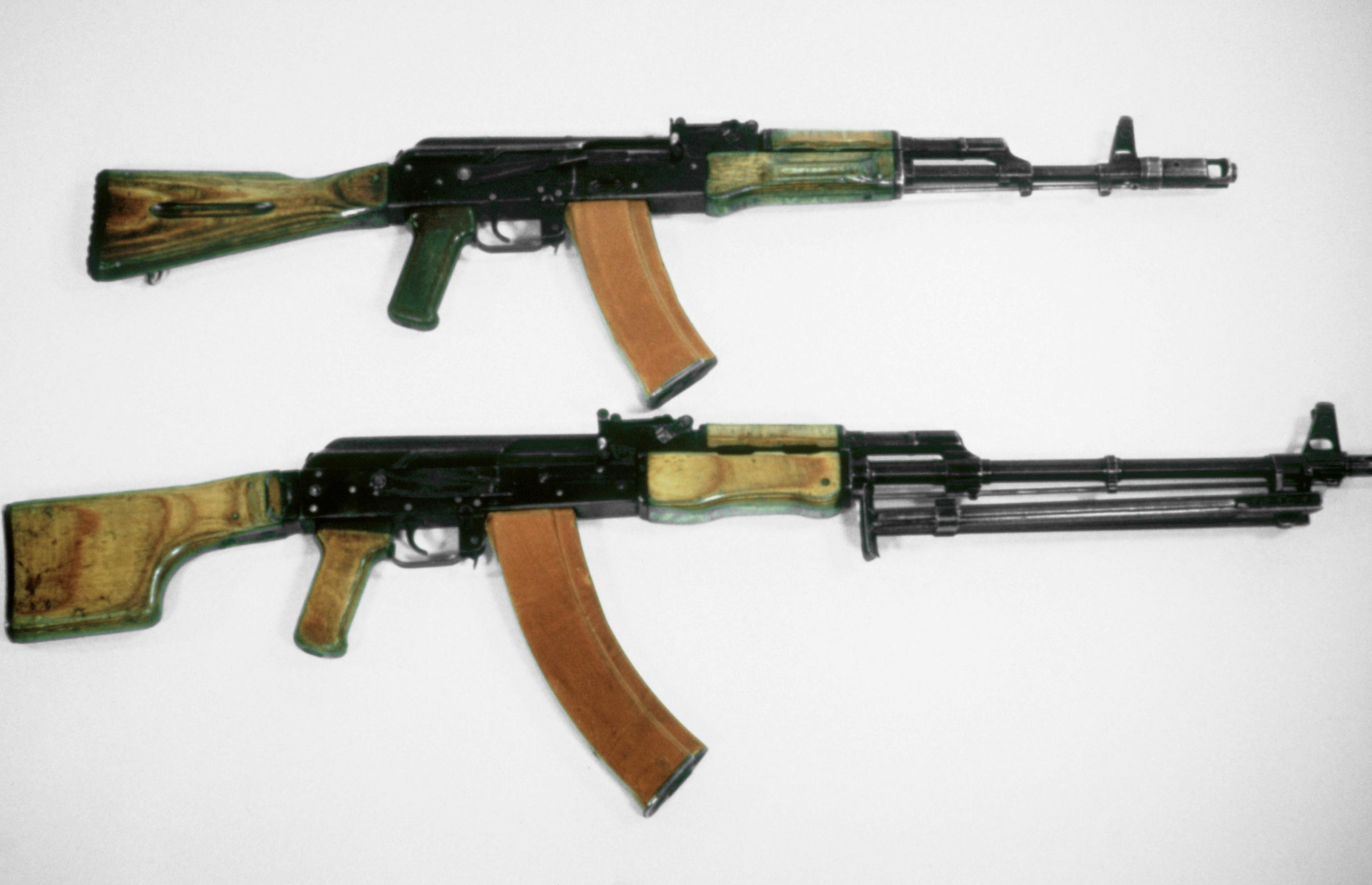
Un AK-74 (arriba) y una RPK-74 (abajo)

La RPK-74 es internamente casi idéntica al fusil de asalto AK-74, un arma de fuego selectivo accionada por los gases del disparo, con cerrojo rotativo, un cañón fijo más largo, bípode y culata reajustada.
Su cañón es más pesado y tiene ánima cromada, así como una nueva portilla de gases a 90° respecto al eje del cañón y un anillo para sujetar la baqueta. También está equipado con un bípode plegable y un soporte del punto de mira diferente. La boca del cañón está roscada, para instalarle una bocacha apagallamas o un adaptador para cartuchos de fogueo.
Se incrementó la resistencia del sóquet de la culata y el brocal del cargador fue reforzado con placas de acero.
Además, la RPK-74 tiene un mecanismo recuperador modificado en comparación al del AK-74, que utiliza una varilla guía y un muelle recuperador de nuevo diseño. El alza, el guardamanos y la cubierta del cajón de mecanismos son similares a los de la RPK. 
La RPK-74 es alimentada mediante cargadores de acero o de polímero de 45 cartuchos, intercambiables con los cargadores estándar de 30 cartuchos del AK-74, siendo diseñados para llenarse mediante peines. Tambores de 75 cartuchos, similares en diseño a los de la RPK, fueron probados durante su fase de desarrollo, pero demostraron ser demasiado pesados y fueron reemplazados por el cargador de 45 cartuchos. Sin embargo, se inició la producción de un tambor de 97 cartuchos. Este tambor fue diseñado para emplearse con el AK-107, pero también puede emplearse en cualquier arma de 5,45 mm con cargadores compatibles, tales como la RPK-74 y la RPK-74M. Además del nuevo tambor, se creó un prototipo de tambor que contenía una cinta de 100 cartuchos. Este se inserta en el brocal del cargador, pero los cartuchos era retirados de la cinta e ingresaban al cajón de mecanismos a través del brocal del cargador. El sistema es accionado mediante una palanca del tambor que se conecta a la manija del cerrojo. Se desconoce si este tambor entró en servicio.
Los accesorios estándar de la RPK-74 incluyen: 8 cargadores, 6 peines (de 15 cartuchos cada uno), manual de recarga rápida, baqueta, equipo de limpieza, correa portafusil, aceitera y dos portacargadores. Algunas variantes vienen sin el equipo de limpieza   

## Variantes

### RPKS-74
La RPKS-47 es la variante de paracaidista de la RPK-74, equipada con la culata plegable de la RPKS.

### RPK-74M

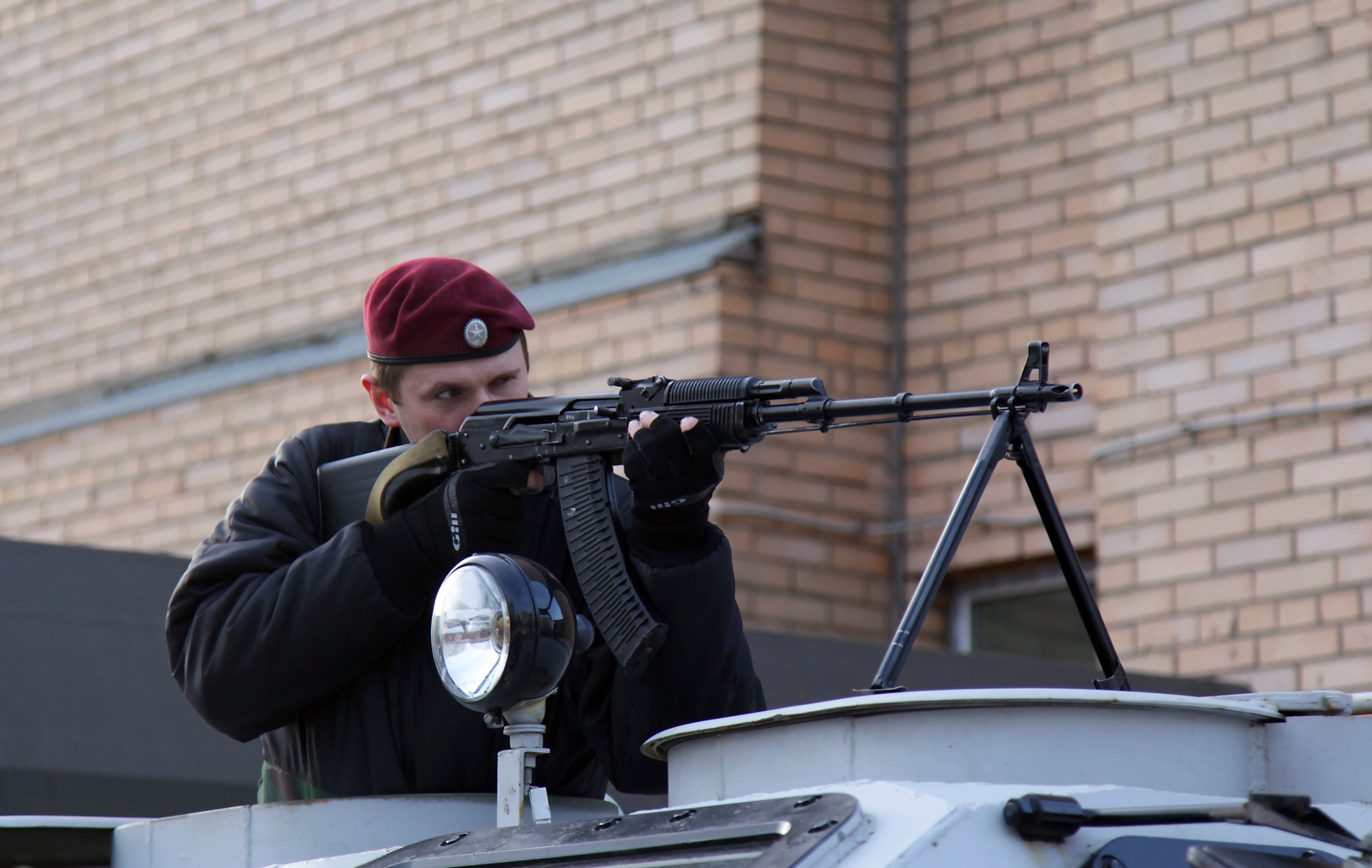
Soldado apuntando una RPK-74M.

La RPK-74M (Modernizirovannij, modernizada en ruso) es una variante actualizada de la RPK-74 desarrollada a mediados de la década de 1970. Siguiendo las actualizaciones del fusil de asalto AK-74M, la mitad inferior del guardamanos, la cubierta del cilindro de gases, el pistolete y la culata de la RPK-74M están hechos de poliamida negra reforzada con fibra de vidrio. Su culata tiene la misma forma de la culata fija de la RPK-74, pero se pliega lateramente como la culata de la RPKS-47. Su mecanismo de plegado es más sencillo de operar, reemplazando al accionado mediante la punta de una bala que era empleado en las RPKS y RPKS-74. Cada RPK-74M está equipada con un riel lateral para montar miras telescópicas. También incluye la mayoría de cambios para reducir costos de producción del AK-74M, tales como el cañón con resaltes de enfriamiento, la falta de cortes de aligerado en el soporte del punto de mira y el pistón, así como una palanca de chapa de acero estampada para soltar el cilindro de gases. Los cargadores actualizados fueron producidos por Molot, con resaltes horizontales en ambos lados. También se introdujo una variante de exportación calibrada para el cartucho 5,56x45 OTAN, designada RPK-201. Otra variante de exportación es la RPKM (alias RPK-203), calibrada para el cartucho 7,62x39; está equipada con la culata y el guardamanos de polímero de la RPK-74M.

### Versiones con mira telescópica nocturna
Las versiones equipadas con mira telescópica nocturna son la RPK-74N y la RPKS-74N. Estas tienen un riel de montaje en el lado izquierdo del cajón de mecanismos, donde se puede instalar las miras telescópicas nocturnas NSP-3, NSPU o NSPUM. A las ametralladoras mencionadas arriba se les puede instalar la mira telescópica nocturna NSPU-3 (1PN51), mientras que a la RPK-74N2 y a la RPKS-74N2 se les puede instalar la mira telescópica nocturna NSPUM (1PN58).

## Usuarios

### Actuales
- Armenia
- Azerbaiyán
- Bielorrusia[7]
- Bulgaria: producida por Arsenal con la designación LMG en tres calibres diferentes, 7,62 mm, 5,45 mm y 5,56 mm. Su cajón de mecanismos está hecho mediante fresado. La variante con culata plegable se llama LMG-F.[8][9][10][11]
- Corea del Norte[8]
- Estonia
- Fiyi: emplea la variante RPK-201.[12]
- Georgia[8][13]
- Kazajistán[14]
- Kirguistán
- Letonia
- Libia[8]
- Lituania
- Malasia: el Grup Gerak Khas (GGK) del Ejército de Malasia emplea la RPK-74.[15]
- Marruecos
- Moldavia
- Polonia[8]
- Rumania: producida por la Fabrica de Arme Cugir SA como Puşcă Mitralieră model 1964 (Ametralladora ligera Modelo 1964)[16] y más tarde una versión de 5,45 mm basada en el PA md. 86, la Mitralieră md. 1993 (Ametralladora ligera Modelo 1993).[17]
- Rusia:[8] emplea las ametralladoras ligeras RPK-74, RPK-74M y RPK-16.[18]
- Tayikistán
- Turkmenistán
- Ucrania: emplea la RPK-74 y la RPK, al igual que los separatistas.[19]
- Uzbekistán[8]

### Anteriores
- Alemania Oriental: producida bajo licencia como LMGK (Leichtes Maschinengewehr Kalashnikov).[20]
- Unión Soviética: heredada por sus estados sucesores.